# Bøhmen
Bøhmen (tysk: Böhmen, tjekkisk: Čechy, latin: Bohemia) er en historisk region i Centraleuropa, der oprindeligt var et eget kongerige underlagt det tysk-romerske rige. Da det kom under habsburgerne, blev det en del af deres rige, som for nemheds skyld kaldtes Østrig. I dag udgør det sammen med det noget mindre Mähren (Moravia, Morava) staten Tjekkiet (Česká republika (Česko)). Hovedstaden er Prag (Praha). Bøhmen grænser i nord til Schlesien, der i dag er en del af Polen, i øst mod Mähren, i syd mod Østrig og i vest og nordvest mod Tyskland.

## Historie
Romerske forfattere er de første, der nævner området som hjemland for boierne, en keltisk stamme, der gennem det latinske Boiohaemum ("boierne") har givet regionen dens navn. I det første århundrede før Kristus var området beboet af germanske stammer, der senere emigrerede vestover og i det 6. århundrede e.Kr. blev erstattet af de slaviske forløbere for nutidens tjekkere.
Efter at have befriet sig selv fra avarerne i det 7. århundrede, kom Bøhmen under Premyslide-dynastiets herredømme, der varede indtil 1306, da Wenzel III. blev myrdet i Olomouc. Med omvendelsen til kristendommen i det 9. århundrede blev nære forbindelser knyttet til det østfrankiske kongedømme, da tilhørende det karolingiske kejserdømme, senere kendt som det tysk-romerske rige, som Bøhmen blev en del af fra det 10. århundrede.
Titlen konge af Bøhmen blev allerede tildelt de premyslidiske hertuger Vratislav II (1085) og Vladislav II (1158) og blev arvelig i 1198 under Premyslkongen Ottokar 1., hvis sønnesøn Premysl Ottokar 2. grundlagde et kortvarigt imperium, der også omfattede nutidens Østrig. I midten af det 13. århundrede begyndte en stærk tysk immigration til områderne, der delvis erstattede tabene som følge af den mongolske invasion i 1241. I 1347 blev Karl IV Bøhmens konge; han grundlagde 1348 i Prag det første universitet i Centraleuropa. Bøhmen blev frem til det tyvende århundrede stærkt præget af tysk kultur, og det officielle sprog var tysk fra begyndelsen af 1600-tallet. De tyskkulturelle indbyggere udgjorde eliten af borgere, adel og godsejere, mens almindelige bønder var slavisktalende tjekkere.
Bøhmen forblev et eget kongedømme underlagt den tysk-romerske kejser frem til 1627 og blev derefter en østrigsk provins. Efter første verdenskrig blev det en del af det nyoprettede Tjekkoslovakiet. Den sidste konge af Bøhmen var Karl III (Habsburger). Bøhmen udgjorde sammen med Mähren det tyske rigsprotektorat Bøhmen-Mähren 1939-1945 og blev derefter igen en del af Tjekkoslovakiet. Efter Tjekkoslovakiets opløsning blev Bøhmen i 1993 en del af den nye stat Tjekkiet.

## Kendte personer fra Bøhmen
- Dronning Dagmar
- Caspar Fincke